# Symphonie no 56 de Joseph Haydn

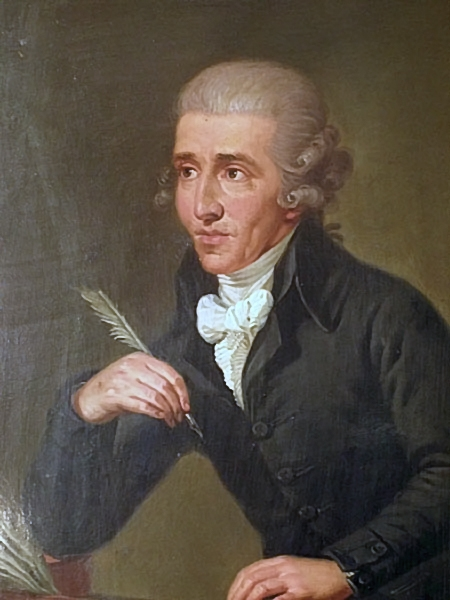
Portrait de Joseph Haydn réalisé par Ludwig Guttenbrunn

La Symphonie no 56 de Joseph Haydn en do majeur Hob. I: 56 est une symphonie du compositeur autrichien Joseph Haydn. Composée en 1774, elle comporte quatre mouvements.

## Analyse de l’œuvre
1. Allegro di molto
2. Adagio
3. Menuet
4. Prestissimo

Durée approximative : 35 minutes.

## Instrumentation
- Deux hautbois, un basson, deux cors, deux trompettes, timbales, cordes.